# Matt Bloom
Matthew Jason Bloom (Peabody, 14 novembre 1972) è un wrestler e allenatore statunitense sotto contratto con la WWE, dove svolge il ruolo di capo allenatore degli atleti di NXT.
Tra il 1999 ed il 2004 lottò nella World Wrestling Federation/Entertainment con gli ring name Albert e A-Train; in quel periodo vinse una volta l'Intercontinental Championship.
Dopo aver lasciato la WWE, lavorò nella New Japan Pro-Wrestling, dove si esibì come Giant Bernard e vinse due volte l'IWGP Tag Team Championship (una volta con Karl Anderson e una volta con Tyson Tomko), facendo segnare anche il record per il regno più lungo nella storia del titolo (564 giorni). Tra il 2012 e il 2013, tornò in WWE come Tensai.

## Carriera

### Gli inizi (1997–1999)
Bloom debuttò nel 1997, affrontando in un sigle match Tim McNeany. Lottò brevemente come Baldo, una gimmick datagli dall'arbitro Freddy Sparta, che prevedeva che indossasse una pelliccia sul ring.
Dopo essere stato presentato al talent scout Tom Prichard da George Steele, Bloom venne assunto dalla World Wrestling Federation (WWF). Dopo aver effettuato degli allenamenti supplementari con Dory Funk Jr., Bloom fu assegnato alla Power Pro Wrestling (PPW), territorio di sviluppo in Memphis, Tennessee, dove lottò come Baldo. Mentre lottava in PPW, Bloom vinse sia il PPW Young Guns Championship che il PPW Heavyweight Championship, ed ebbe un feud con la leggenda di Memphis Jerry "The King" Lawler.

### World Wrestling Federation/Entertainment (1999–2004)

#### Prince Albert (1999–2000)
Bloom firmò un contratto con la World Wrestling Federation e cominciò a lottare con il nome di Prince Albert, tatuatore personale di Droz con cui formò un tag team. Droz e Albert continuarono a lottare in coppia fino all'infortunio di Droz nell'ottobre 1999, e in seguito si alleò con Big Boss Man; tuttavia l'alleanza si interruppe con il debutto di Bull Buchanan, che formò un tag team con Boss Man.

#### T & A (2000–2001)
Nel marzo 2000, Albert venne reclutato da Trish Stratus e formò un tag team con Test chiamato T & A. Il team affrontò diverse coppie della divisione come i Dudley Boyz e Acolytes. Nel dicembre dello stesso anno, il team si separò a causa di un attacco di Albert nei confronti di Test sotto ordine di Stephanie McMahon-Helmsley.

#### Varie alleanze (2001–2002)
Nell'aprile 2001, Albert formò una stable con X-Pac e Justin Credible, gli X-Factor. Il 28 giugno a SmackDown! Albert sconfisse Kane per vincere il suo primo e unico titolo - l'Intercontinental Championship - che perse un mese dopo contro Lance Storm a causa di molte interferenze. Successivamente, Credible lasciò gli X-Factor per unirsi all'Alliance mentre Albert e X-Pac continuarono a lottare in coppia fino all'infortunio di X-Pac nel novembre dello stesso anno.
Verso la fine dell'anno, Albert fu soprannominato "Hip Hop Hippo" dopo aver iniziato a lottare in coppia con Scotty 2 Hotty. A seguito della brand extension, entrambi furono assegnati al roster di SmackDown!. L'alleanza si concluse il 4 aprile 2002 quando Albert attaccò Hotty dopo non essere riusciti a conquistare il WWF Tag Team Championship contro Billy e Chuck.

#### A-Train (2002–2004)
Successivamente, lottò principalmente a Velocity fino al dicembre 2002 quando unì le forze con Paul Heyman e Big Show con la gimmick di A-Train e un nuovo ring attire, il pubblico spesso intonava il coro "Shave Your Back!" dovuto al torso peloso. A-Train e Big Show persero contro The Undertaker il 30 marzo a WrestleMania XIX, con il quale incominciò una breve rivalità che si concluse a SummerSlam perdendo. Dopo aver perso contro Chris Benoit a No Mercy, fece parte della squadra capitanata da Brock Lesnar che affrontò quella capitanata da Kurt Angle alle Survivor Series dove fu eliminato da Bradshaw. Nel 2004, prese parte a una battle royal che decretò il primo sfidante al WWE Championship di Brock Lesnar per No Way Out, ma venne eliminato dal vincitore Eddie Guerrero. Il 22 marzo passò a Raw per effetto della draft lottery dove debuttò il 7 giugno perdendo contro Chris Jericho. Due settimane dopo, si infortunò alla cuffia dei rotatori e fu rilasciato dalla WWE il 7 novembre 2004.

### All Japan Pro-Wrestling (2005)
Nel marzo 2005, Bloom iniziò a lottare per la giapponese All Japan Pro Wrestling (AJPW), adottando il ring name di Giant Bernard, un riferimento al collega gaijin Bernard Brute. Si unì alla stable dei Voodoo Murders accanto ai colleghi ex-WWE Chuck Palumbo e Johnny Stamboli. Il 18 ottobre 2005, Bloom sfidò senza successo Satoshi Kojima per l'AJPW Triple Crown Heavyweight Championship.

### New Japan Pro-Wrestling (2006–2012)
Nel gennaio 2006, Bloom lasciò la AJPW e si unì alla concorrente New Japan Pro-Wrestling (NJPW). Nell'aprile del 2006, sconfisse Yūji Nagata nella finale della New Japan Cup 2006. Come premio per la sua vittoria, Bloom ricevette una shot per l'IWGP Heavyweight Championship. Sfidò senza successo l'IWGP Heavyweight Champion Brock Lesnar il 3 maggio 2006 a Tenjin, Chūō-ku, Fukuoka.
Nel luglio 2006, dopo che Lesnar rese vacante l'IWGP Heavyweight Championship, Bloom partecipò ad un torneo per il titolo, perdendo contro Hiroshi Tanahashi nella finale del torneo. Nell'agosto 2006, Bloom prese parte al G1 Climax Tournament 2006, perdendo contro Hiroyoshi Tenzan in semifinale.
L'11 marzo 2007 a Nagoya, Bloom e Tyson Tomko sconfissero Manabu Nakanishi e Takao Ōmori, vincendo gli IWGP Tag Team Titles. Allo show della New Japan del 17 febbraio 2008, persero i titoli contro Togi Makabe e Toru Yano. Dopo la partenza di Tomko per la Total Nonstop Action Wrestling a tempo pieno, Bernard iniziò a fare squadra con l'ex-Wrestler della World Championship Wrestling Rick Fuller in un altro tag team di wrestlers Powerhouse. Il 5 settembre 2008, Bernard e Fuller tradirono Shinsuke Nakamura e Hirooki Goto per allearsi con la stable Great Bash Heel di Togi Makabe.
Oltre ad esibirsi per la NJPW come Giant Bernard, Bloom lottò anche per l'affiliata della NJPW, Wrestle Land, come Rusher Road, un membro della stable "Roads", fino alla chiusura del Brand.
Nel 2009, dopo aver tradito Togi Makabe, Bernard e il resto del GBH lasciarono la stable per unirsi Shinsuke Nakamura e formare una nuova stable conosciuta come CHAOS. Bernard formò il tag team Bad Intentions col compagno dei CAOS Karl Anderson e insieme i due vinsero il G1 Climax Tag League 2009, sconfiggendo gli Apollo 55 (Prince Devitt e Ryusuke Taguchi) nella finale del torneo il 1º novembre. Lottarono per gli IWGP Tag Team Titles, ma il loro incontro coi campioni in carica del Team 3D (Brother Ray e Brother Devon) finì con un double countout. Nell'aprile del 2010, sia Bernard che Anderson lasciarono i CHAOS, quando la stable turnò su di loro.
Grazie all'accordo della New Japan col Consejo Mundial de Lucha Libre, Bloom fece il suo primo tour in Messico nel maggio 2010 sotto il nome di Gigante Bernard. Riuscì a vincere sei two out of three falls tag team matches con due schienamenti di fila, prima di perdere il suo ultimo match del tour l'11 giugno per squalifica.
Al suo ritorno in Giappone, Bernard e Anderson sconfissero i Blue Justice Army (Yuji Nagata e Wataru Inoue) ed i No Limit (Tetsuya Naitō e Yujiro Takahashi) in un three-way elimination match il 19 giugno, vincendo gli IWGP Tag Team Titles. I Bad Intentions effettuarono con successo la loro prima difesa dei titoli il 19 luglio, sconfiggendo i Blue Justice Army ed i No Limit in un three-way "Dogfight". Alla fine di ottobre i Bad Intentions parteciparono al G1 Climax Tag League 2010, dove, dopo tre vittorie e due sconfitte, conclusero al secondo posto il loro blocco e avanzarono alle semifinali, nelle quali, il 7 novembre, furono sconfitti dai futuri vincitori del torneo, Yuji Nagata e Wataru Inoue.
Il 4 gennaio, 2011, a Wrestle Kingdom V nel Tokyo Dome, i Bad Intentions difesero con successo gli IWGP Tag Team Titles in un three-way match contro i Beer Money, Inc. (James Storm e Robert Roode) e i Muscle Orchestra (Manabu Nakanishi e Strong Man). Il 3 maggio, i Bad Intentions sconfissero i No Limit per la loro settima difesa degli IWGP Tag Team Championship, pareggiando il record assoluto per il maggior numero di difese, fissato da Hiroyoshi Tenzan e Masahiro Chono. I Bad Intentions batterono il record il 18 giugno, difendendo con successo per l'ottava volta gli IWGP Tag Team Titles, contro Takuma Sano e Yoshihiro Takayama della Pro Wrestling Noah, diventando anche i nuovi GHC Tag Team Champions. Dopo il Main Event dello show, Bernard sfidò Hiroshi Tanahashi per l'IWGP Heavyweight Championship, ma fu sfidato a sua volta da Tanahashi, che voleva una shot agli IWGP Tag Team Titles assieme al wrestler che aveva appena sconfitto, Hirooki Goto. Il 3 luglio Bernard e Anderson difesero con successo gli IWGP Tag Team Titles contro Tanahashi e Goto.
Il 18 luglio Bernard fallì nel tentativo di vincere l'IWGP Heavyweight Championship, perdendo contro Tanahashi. Il 23 luglio, i Bad Intentions fecero la loro prima comparsa nella Pro Wrestling Noah, nella loro prima difesa degli GHC Tag Team Titles contro il team di Takeshi Morishima e Yutaka Yoshie. Il 9 settembre, i Bad Intentions divennero il più longevi IWGP Tag Team Champions della storia, rompendo il precedente record di 446 giorni, fissato da Hiroyoshi Tenzan e Masahiro Chono nel 2003. I Bad Intentions effettuarono la loro seconda difesa dei GHC Tag Team Titles il 31 ottobre, sconfiggendo Go Shiozaki e Shuhei Taniguchi ad un evento della Pro Wrestling Noah. Durante la New Japan's 2011 G1 Climax Tag League, i Bad Intentions subirono la loro prima sconfitta in tag in un anno, quando furono sconfitti dai Complete Players (Masato Tanaka e Yujiro Takahashi) ma riuscirono a vincere altri quattro incontri e avanzarono alle semifinali del torneo. Il 6 novembre, dopo aver sconfitto il Billion Powers (Hirooki Goto e Hiroshi Tanahashi) in semifinale, i Bad Intentions sono stati sconfitti nella finale del G1 Climax 2011 dai Suzuki Army (Minoru Suzuki e Lance Archer). Il 12 novembre, i Bad Intentions effettuarono la loro decima difesa degli IWGP Tag Team Titles contro Archer e Suzuki.
Il 4 gennaio, 2012, a Wrestle Kingdom VI nel Tokyo Dome, i Bad Intentions persero gli IWGP Tag Team Titles contro i Ten-Koji (Hiroyoshi Tenzan and Satoshi Kojima), chiudendo il loro record a 564 giorni di regno. Il 22 gennaio, i Bad Intentions persero i GHC Tag Team Titles contro Akitoshi Saito e Jun Akiyama.

### Ritorno in WWE

#### Lord Tensai (2012–2013)
Nel marzo 2012, viene annunciato che Bloom è stato rimesso sotto contratto dalla WWE sotto consiglio di John Laurinaitis e The Undertaker e che il ritorno alla federazione di Stamford avverrà subito dopo WrestleMania XXVIII.
Nel corso dell'edizione di Raw del 19 marzo, viene mandato in onda un promo che annuncia l'imminente arrivo di una nuova superstar chiamata Lord Tensai; dall'aspetto del wrestler mostrato nel video si evince che si tratta proprio di Bloom. Lord Tensai debutta il 2 aprile nel Raw successivo a WrestleMania XXVIII, con la gimmick heel di un atleta proveniente dal Giappone. Affiancato dal manager nonché maestro Sakamoto, Lord Tensai affronta e sconfigge al suo debutto Alex Riley in poco tempo per KO tecnico. Nella puntata di Raw del 9 aprile, accetta la sfida di Yoshi Tatsu, sconfiggendo anche lui per KO tecnico. Il 16 aprile a Raw, Tensai affronta John Cena in un Extreme Rules match per volere del General Manager John Laurinaitis, vincendo grazie all'utilizzo della Green Mist seguita dalla Tensai Bomb.
Dopo aver sconfitto anche R-Truth, nella puntata di Raw del 7 maggio sconfigge il WWE Champion CM Punk in un 2-on-1 Handicap match dove il suo partner era Daniel Bryan. Il 21 maggio 2012 tramite il sito ufficiale della WWE, Lord Tensai accorcia il suo ringname semplicemente in Tensai. Nella puntata della stessa sera di Raw, prende parte al main event, un 3-on-2 Handicap Lumberjack Match dove Tensai, Jack Swagger e Dolph Ziggler erano opposti a Sheamus e John Cena, ma l'incontro finisce in un No Contest quando i Lumberjacks invadono il ring. Il 30 maggio, viene sconfitto da John Cena, che termina la faida a suo favore.
Nella puntata di Raw dell'11 giugno perde contro Sheamus e più tardi attacca il suo maestro Sakamoto. Nella puntata di SmackDown del 29 giugno, sconfigge Justin Gabriel e si qualifica per il Money in the Bank Ladder Match di SmackDown. Nella puntata di Raw del 2 luglio perde contro Tyson Kidd in meno di un minuto con un roll-up a sorpresa e a fine incontro attacca ancora il suo maestro Sakamoto. Più tardi, si scaglia contro colui che lo ha sconfitto, Tyson Kidd, negli spogliatoi. La faida con Kidd continua poi in un match vinto da Tensai ma, a causa della violenza di quest'ultimo, l'arbitro rovescia l'esito del match.
A Money in the Bank Tensai non riesce a conquistare l'ambiziosa valigetta, la quale è stata vinta da Dolph Ziggler.
A Night of Champions, Tensai prende parte alla Battle Royal del Pre-Show valida per lo status di contendente n°1 allo United States Championship, ma non riesce a vincere, venendo eliminato per ultimo da Zack Ryder. Nella puntata di Raw post-PPV viene sconfitto da Randy Orton. Il 5 ottobre a SmackDown, vince contro Big Show, anche se solo per squalifica poiché Sheamus colpisce Tensai con il Brogue Kick, facendolo vincere appositamente. L'8 ottobre, a Raw, Tensai interviene nel match fra Sheamus e Wade Barrett, attaccando il primo, ma poi subisce un altro Brogue Kick. Il 12 ottobre perde contro Sheamus nell'incontro decisivo, dopo che Tensai aveva attaccato l'irlandese a inizio puntata, mentre questi discuteva con Big Show.
Alle Survivor Series, prende parte al 5-on-5 Traditional Survivor Series Elimination Match facendo squadra con i Prime Time Players (Darren Young e Titus O'Neil), Epico e Primo, ma perdono contro il team composto da Justin Gabriel, Tyson Kidd, Brodus Clay, Rey Mysterio e Sin Cara. La sera dopo, a Raw, Vickie Guerrero gli organizza un match contro Ryback, contro il quale Tensai perde. Nella puntata di Raw del 26 novembre viene sconfitto dall'Intercontinental Champion Kofi Kingston. Nella puntata successiva verrà inoltre sconfitto da Santino Marella.
Il nuovo anno inizia male per Tensai che perde a Superstars il 10 gennaio contro The Miz. Partecipa alla Royal Rumble con il numero 12 e viene eliminato da Kofi Kingston.

#### Tons of Funk (2013)
Nella puntata di Raw del 28 gennaio 2013, ha una sfida di ballo contro Brodus Clay, dove sbagliò abito per la sfida (un pizzo trasparente), ma si lascerà comunque sedurre dal ritmo della musica, fino a quando sarà però interrotto da Ron Simmons che lo lascerà con un semplice DAMN!.
Nella puntata di Main Event viene assistito da Clay durante il suo match con Titus O'Neil, che vede vincitore Tensai. A fine match, Tensai delizierà con molta richiesta il pubblico, scatenandosi con le Funkadactyls (Naomi e Cameron), effettuando un turn face e cambiando poi nome in Sweet T. A Elimination Chamber, nel Pre-Show, i due sconfiggono Cody Rhodes e Damien Sandow. A WrestleMania 29, avrebbero dovuto lottare insieme a Naomi e Cameron contro Cody Rhodes, Damien Sandow, Brie Bella e Nikki Bella, ma il match viene tagliato per motivi di tempo. L'incontro, viene quindi disputato la sera successiva in quel di Raw, e viene vinto dai primi.
A Night of Champions, partecipano al Tag Team Turmoil match con in palio lo status di contendenti n°1 al WWE Tag Team Championship, ma vengono eliminati dai Real Americans (Antonio Cesaro e Jack Swagger). Nella puntata di SmackDown del 29 novembre Sweet T e Brodus Clay sconfiggono R-Truth e Xavier Woods. Mentre nella seguente puntata di Raw, vengono sconfitti dal duo ballerino. Dopo essere stato sconfitto da R-Truth a TLC: Tables, Ladders & Chairs, Clay iniziò a dare segni di instabilità nei confronti di Sweet T, insultandolo nel corso del match. Nella puntata di SmackDown del 20 dicembre Tensai sconfisse Clay grazie ad una distrazione di Xavier Woods e delle Funkadactyls, segnando la fine definitiva del loro team.

#### Ritiro e allenatore (2014–presente)
Dal gennaio 2014, oltre a combattere, Bloom è uno dei commentatori di NXT con il ringname Jason Albert. Nel mese di agosto annuncia il ritiro dal ring e il nuovo impiego come trainer degli atleti NXT. In seguito alle dimissioni di Bill DeMott, il 6 marzo 2015, viene promosso a capo allenatore di NXT.

## Vita privata
Bloom ha sposato Farah Louise il 3 settembre 2005. La coppia ha avuto due figlie.
Bloom ha 28 piercing, il primo dei quali fatto all'età di quattordici anni.
Bloom era il migliore amico di Andrew "Test" Martin e di Val Venis, quest'ultimo ammise quanto fu difficile sia per lui che per Bloom superare la perdita di Martin, scomparso il 13 marzo 2009, all'età di soli 33 anni, il padre di Bloom, Mike, che sverna in Florida, ha ricevuto una visita da Martin solo una settimana prima della sua morte.

## Personaggio

### Mosse finali
- Come A-Train
  - Derailer (Sitout chokebomb)
  - Train Wreck (Overhead gutwrench backbreaker rack drop)
- Come Albert /Prince Albert
  - Baldo Bomb (Sitout chokebomb)
  - Military press in un sitout scoop slam piledriver
- Come Giant Bernard
  - Bernard Bomb (Elevated sitout powerbomb)
  - Bernard Driver (Reverse piledriver)
- Come Lord Tensai/Tensai
  - Clawhold STO – 2012
  - Gomennasai (Running senton) – 2013
  - Ichiban (Sitout chokebomb)

### Soprannomi
- "Bousou Kikansha" (giapponese per "Locomotiva in corsa")
- "The Hip Hop Hippo"
- "Sweet T"
- "8 3/8"

### Wrestler allenati
- Adrian Jaoude
- Alvin Abiltz
- Babatunde Aiyegbusi
- Brennan Williams
- Bronson Matthews
- Chris Atkins
- Dallas Harper
- Dash Wilder
- Demitrius Bronson
- Gabriel Ealy
- Jeet Rama
- Mojo Rawley
- Rezar
- Scott Dawson
- Tim Wiese
- Uriel Ealy

## Titoli e riconoscimenti
- Impact Zone Wrestling
  - IZW Heavyweight Championship (1)
- Elite Xtreme Wrestling
  - EXW Tag Team Championship1 (1)
- New Japan Pro-Wrestling
  - IWGP Tag Team Championship (2) – con Karl Anderson (1) e Travis Tomko (1)
  - G1 Climax Tag League (2007) – con Travis Tomko
  - G1 Climax Tag League (2009) – con Karl Anderson
  - New Japan Cup (2006)
- Nikkan Sports
  - Best Tag Team Award (2007) con Travis Tomko
  - Best Tag Team Award (2011) con Karl Anderson
- Power Pro Wrestling
  - PPW Heavyweight Championship (1)
  - PPW Young Guns Championship (1)
- Pro Wrestling Illustrated
  - 32º tra i 500 migliori wrestler singoli nella PWI 500 (2001)
- Pro Wrestling Noah
  - GHC Tag Team Championship (1) – con Karl Anderson
- World Wrestling Federation
  - WWF Intercontinental Championship (1)
- Wrestling Observer Newsletter
  - Tag Team of the Year (2001) – con Karl Anderson

1 Dopo aver vinto il titolo, Bernand lo ha detenuto da solo.